# خلیج کویت

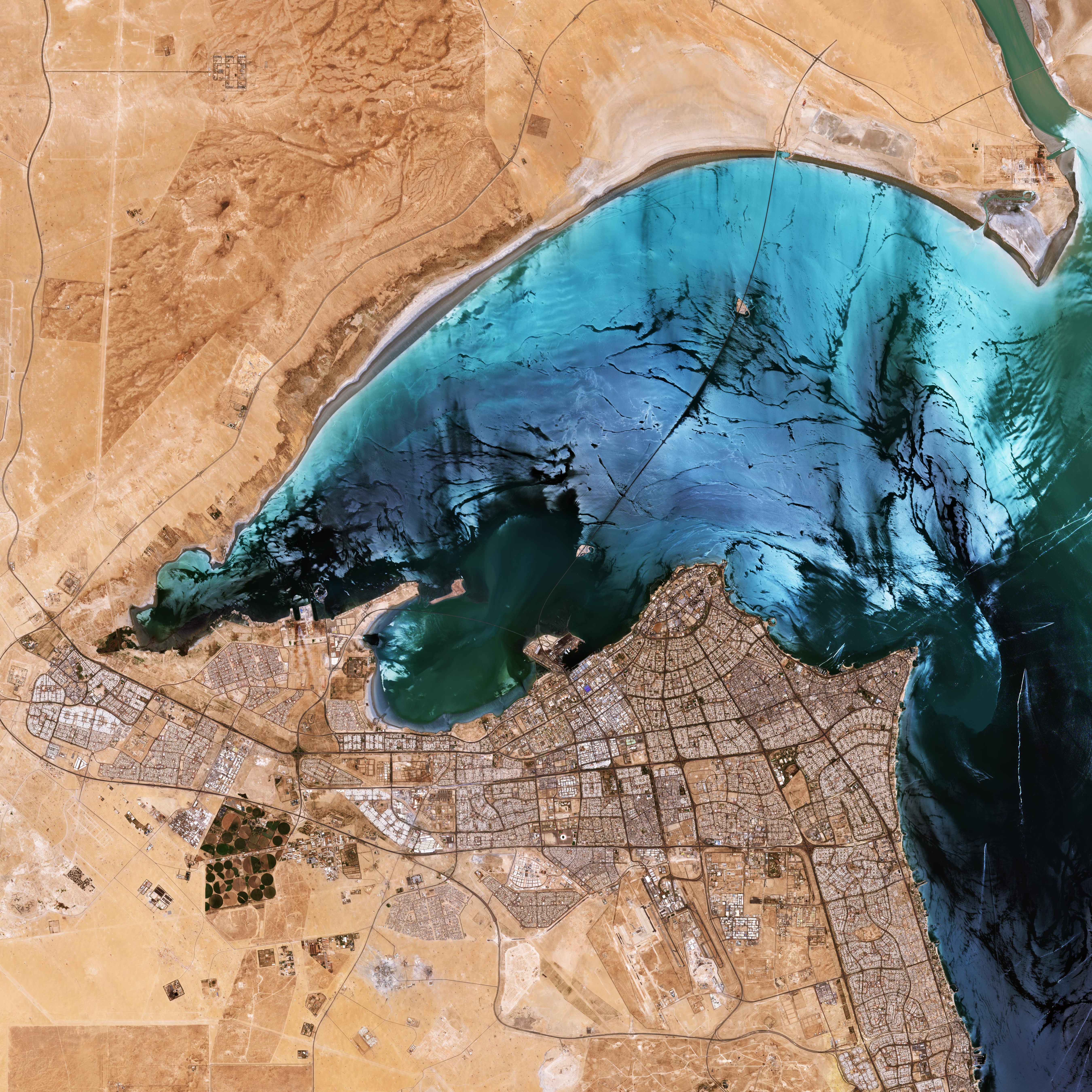
خلیج کویت

خلیج کویت (عربی: جون الكويت‎، تلفظ عربی خلیجی: /d͡ʒo:n‿ɪlkwe:t/‎) که با عنوان جون الکویت نیز شناخته می‌شود، خلیجی در کویت است. این خلیج، سرشاخهٔ خلیج فارس به‌شمار می‌آید و شهر کویت در نوک آن قرار دارد.

## تاریخچه
پس از برخاست پسایخچالی حوضهٔ خلیج فارس، رسوبات حاصل از سامانه رودخانه‌ای دجله–فرات دلتاهای گسترده‌ای را شکل داد که بیشتر سرزمین‌های امروزی کویت را پدیدآوردند و خطوط ساحلی کنونی را به‌وجود آوردند. در گذشته، شمال کویت بخشی از بین‌النهرین باستان به‌شمار می‌رفت. یکی از نخستین شواهد سکونت انسان در جنوب کویت به حدود ۸۰۰۰ سال پیش از میلاد بازمی‌گردد، زمانی که ابزارهای میان‌سنگی در میدان بورگان کشف شدند. ساکنان دوران نوسنگی در کویت از نخستین بازرگانان دریایی جهان بودند. در دوران دوره عبید (۶۵۰۰ پیش از میلاد)، کویت به‌عنوان مرکز تعامل میان مردم بین‌النهرین و نوسنگی شبه‌جزیره عربستان شرقی عمل می‌کرد، از جمله در بحره ۱ و محوطه اچ۳ در صبیه. یکی از نخستین قایق‌های نی‌ای جهان که به دوره عبید بازمی‌گردد، در محوطه اچ۳ کشف شده است.
در بازهٔ زمانی میان ۴۰۰۰ تا ۲۰۰۰ پیش از میلاد، خلیج کویت محل استقرار تمدن دیلمون بود. سلطهٔ دیلمون بر خلیج کویت، سرزمین اصلی آکاز، ام‌النمل و فیلکه را در بر می‌گرفت. در اوج شکوفایی خود، یعنی در حدود ۲۰۰۰ پیش از میلاد، امپراتوری دیلمون کنترل مسیرهای تجاری میان بین‌النهرین و هند و همچنین تمدن دره سند را در دست داشت. قدرت اقتصادی دیلمون پس از سال ۱۸۰۰ پیش از میلاد رو به افول گذاشت و در این دوران، دزدی دریایی در منطقه رواج یافت. پس از سال ۶۰۰ پیش از میلاد، بابلی‌ها دیلمون را به امپراتوری خود افزودند.
در دوران اسکندر مقدونی، دهانهٔ رود فرات در شمال کویت امروزی قرار داشت. رود فرات از طریق «خور صبیه» که در آن زمان یک کانال آبی بود، مستقیماً به خلیج فارس می‌ریخت. جزیرهٔ فیلکه در فاصلهٔ ۱۵ کیلومتری از دهانهٔ رود فرات واقع شده بود. تا قرن نخست پیش از میلاد، کانال خور صبیه به‌طور کامل خشک شد.
در دوران هخامنشیان (حدود ۵۵۰ تا ۳۳۰ پیش از میلاد)، خلیج کویت دوباره مسکونی شد. کتیبه‌هایی به زبان آرامی در منطقه وجود دارد که نشان‌دهندهٔ حضور هخامنشیان است. در سال ۱۲۷ پیش از میلاد، کویت بخشی از شاهنشاهی اشکانی بود و پادشاهی میشان در اطراف تردون در کویت امروزی پایه‌گذاری شد. کاراکنه در منطقه‌ای واقع در جنوب میان‌رودان متمرکز بود. سکه‌های کاراکنه در مناطق عکاز، ام‌النمل و فیلکه کشف شده‌اند. در دوران اشکانیان، ایستگاه تجاری پررونقی از کاراکنه در کویت وجود داشت. کهن‌ترین اشارهٔ ثبت‌شده به نام کویت به سال ۱۵۰ میلادی بازمی‌گردد؛ زمانی که جغرافی‌دان یونانی بطلمیوس در اثر خود با عنوان جغرافیا از آن یاد کرده است. بطلمیوس از خلیج کویت با نام Hieros Kolpos (یا Sacer Sinus در نسخه‌های لاتین) یاد کرده است.
بخش عمده‌ای از خلیج کویت در دوران معاصر هنوز به‌صورت باستان‌شناسی کاوش نشده است. به‌باور بسیاری از باستان‌شناسان و زمین‌شناسان برجسته، احتمالاً کویت محل اصلی رود پیشون بوده است؛ رودی که باغ عدن را سیراب می‌کرد. جوریس زارینز با بهره‌گیری از اطلاعات منابع گوناگون، از جمله تصاویر ماهواره‌ای لانداست (LANDSAT)، پیشنهاد کرد که باغ عدن در محل تلاقی رودهای دجله و فرات با دریا در خلیج فارس (کویت امروزی) قرار داشته است. نظریهٔ او دربارهٔ رود پیشون مورد تأیید جیمز آ. ساور از مرکز پژوهش‌های مشرق‌زمین در آمریکا نیز قرار گرفت. ساور با بهره‌گیری از شواهد زمین‌شناسی و تاریخی، رود پیشون را همان رود کویت که اکنون خشک شده است دانست. فاروق الباز نیز با کمک عکس‌های ماهواره‌ای، مسیر خشک‌شدهٔ این رود را تا منطقهٔ وادی الباطن ردیابی کرد.